# 大阪府道221号加賀田片添線
大阪府道221号加賀田片添線（おおさかふどう221ごう かがたかたそえせん）は、大阪府河内長野市を通る一般府道である。

## 概要
河内長野市加賀田から河内長野市西片添町に至る。

### 路線データ
- 起点：大阪府河内長野市加賀田
- 終点：大阪府河内長野市西片添町（片添町交差点、国道371号交点）

## 路線状況

### 道路施設

#### 橋梁
- 槙平橋（加賀田川、河内長野市）
- 岸上橋（加賀田川、河内長野市）
- 内見橋（加賀田川、河内長野市）
- 加塩橋（加賀田川、河内長野市）
- 川口橋（河内長野市）
- 新前川橋（天見川、河内長野市）

## 地理

### 通過する自治体
- 大阪府
  - 河内長野市

### 交差する道路
| 交差する道路                                | 交差する場所 | 交差する場所        |
| ------------------------------------------- | ------------ | ------------------- |
| 大阪府南河内広域農道 / 南河内グリーンロード | 加賀田       |                     |
| 国道371号 / バイパス                        | 小塩町       |                     |
| 国道371号                                   | 西片添町     | 片添町交差点 / 終点 |

### 沿線
- 岩湧山 - 標高897.2 m
- 大江時親邸跡
- 河内長野市立加賀田公民館
- 河内長野市立加賀田小学校
- 加賀田神社